# Orangutan
Orangutan (Pongo) – rodzaj dużych ssaków naczelnych z podrodziny orangowatych (Ponginae) w obrębie rodziny człowiekowatych (Hominidae). IUCN wszystkie orangutany klasyfikuje jako krytycznie zagrożone.

## Zasięg występowania ibiotop
Lasy deszczowe na Borneo i Sumatrze.
Orangutany są małpami nadrzewnymi, spędzającymi na drzewach niemal całe życie, poruszając się między koronami metodą brachiacji. Prowadzą dzienny tryb życia, w nocy przesypiają około 12 godzin (co jest związane z jej długością na obszarach przyrównikowych). Grupy rodzinne tworzy samica.

## Taksonomia
Rodzaj zdefiniował w 1799 roku francuski przyrodnik Bernard Germain de Lacépède w rozdziale poświęconej systematyce ssaków w książce jego autorstwa poświęconej kursowi historii naturalnej na temat kręgowców i zwierząt czerwonokrwistych, prowadzonym w Muzeum Historii Naturalnej w Paryżu. Na gatunek typowy Lacépède wyznaczył (oznaczenie monotypowe) orangutana borneańskiego (P. pygmaeus).
Populacje orangutanów z Borneo i Sumatry przez długi czas klasyfikowano jako podgatunki, jednak później podniesiono je do rangi odrębnych gatunków: orangutana borneańskiego (Pongo pygmaeus) i orangutana sumatrzańskiego (Pongo abelii) oraz orangutana tapanulijskiego (Pongo tapanuliensis) nieco mniejszego i jaśniejszego, z białymi włosami na talerzach policzkowych. Orangutana borneańskiego prymatolodzy dzielą na trzy podgatunki: orangutana sarawaskiego P. p. pygmaeus występującego w północno-zachodniej części wyspy, orangutana wschodnioborneańskiego P. p. morio spotykanego na północnym wschodzie (w malezyjskiej prowincji Sabah) i na wschodzie, oraz orangutana centralnoborneańskiego P. p. wurmbii, żyjącego w centralnej i południowej części indonezyjskiego Kalimantanu). Z kolei orangutany występujące na południe od jeziora Toba na Sumatrze są w odrębnym gatunku Pongo tapanuliensis (bliżej spokrewnionym z orangutanami z Borneo niż z pozostałymi sumatrzańskimi populacjami).

### Etymologia
- Ourangus: malajska nazwa orangutan ‘leśny człowiek’, od orang ‘osoba’; hutan ‘las’[21].
- Pongo: nazwa mpongi oznaczająca w bantu (Kongo) dużą małpę człekokształtną; Lacépède użył tej nazwy na określenie orangutana[22]; Palmer sugeruje również, że jest to rodzima nazwa z Borneo[23].
- Pithecus (Pythecus): gr. πιθηκος pithēkos ‘małpa’[24]. Gatunek typowy (oznaczenie monotypowe): Simia satyrus Linnaeus, 1766 (= Simia pygmaeus Linnaeus, 1760).
- Lophotus: gr. λοφωτος lophōtos ‘czubaty, grzebieniasty’, od λοφος lophos ‘czub, grzebień’[25].
- Faunus: w mitologii rzymskiej Faun lub Faunus był bogiem płodności, lasów górskich, opiekunem pasterzy, darzący płodnością ich stada, nauczycielem upraw roli[26].
- Macrobates: μακρος makros ‘długi’; βατης batēs ‘piechur’, od βατεω bateō ‘stąpać’, od βαινω bainō ‘chodzić’[27].
- Satyrus: gr. σατυρος saturos ‘satyr’[28]. Gatunek typowy (oznaczenie monotypowe): Satyrus rufus Lesson, 1840 (= Simia pygmaeus Linnaeus, 1760).
- Boreopithecus: gr. βορειος boreios ‘północny’, od βορεας boreas ‘północ’; πιθηκος pithēkos ‘małpa’[12]. Gatunek typowy (oryginalne oznaczenie): Boreopithecus dawsoni Friederichs, 1932 (= Simia pygmaeus Linnaeus, 1760).

### Podział systematyczny
Do rodzaju należą występujące współcześnie gatunki:
| Grafika | Gatunek             | Autor i rok opisu                                     | Nazwa zwyczajowa       | Podgatunki         | Rozmieszczenie geograficzne | Podstawowe wymiary        | Status IUCN |
| ------- | ------------------- | ----------------------------------------------------- | ---------------------- | ------------------ | --- | ------------------------- | ----------- |
|         | Pongo pygmaeus      | (Linnaeus, 1760)                                      | orangutan borneański   | 3 podgatunki       | Borneo: nierównomiernie w Sabah i Sarawak (Malezja) oraz w Borneo Północnym, Wschodnim, Środkowych i Zachodnim (Indonezja)                             | DC: 72–97 cm MC: 30–85 kg | CR          |
|         | Pongo tapanuliensis | Nurcahyo, Meijaard, Nowak, Fredriksson & Groves, 2017 |                        | gatunek monotypowy | Indonezja (północno-zachodnia Sumatra (fragmenty lasów w dystryktach środkowej, północnej i południowej części Tapanuli, na południe od jeziora Toba)) | brak danych               | CR          |
|         | Pongo abelii        | Lesson, 1827                                          | orangutan sumatrzański | gatunek monotypowy | Indonezja (północno-zachodnia Sumatra (prowincje Aceh i Sumatra Północna), na północny zachód od jeziora Toba)                                         | DC: 68–99 cm MC: 30–85 kg | CR          |

Kategorie IUCN:  CR  – gatunek krytycznie zagrożony.
Rodzaj obejmuje również trzy wymarłe gatunki, żyjące w plejstocenie na obszarze dzisiejszych Chin, Wietnamu, Sumatry i Jawy: 
- Pongo devosi Schwartz, Vu The Long, Nguyen Lan Cuong, Le Trung Kha & Tattersall, 1995[33]
- Pongo palaeosumatrensis Hooijer, 1948[34]
- Pongo weidenreichi Hooijer, 1948[35]

## Charakterystyka
Spędzają najwięcej czasu na drzewach spośród małp człekokształtnych. Orangutany są małpami o długich rękach (rozstaw ramion do 225 cm) i krótkich nogach. Włosy długie, czerwonawe, rzadziej brązowe. Twarz naga, u samców występują szerokie talerze policzkowe; uszy małe przylegające. Kciuk i paluch krótkie, pozostałe palce długie.
Długość ciała samic 68–85 cm, samców 94–99 cm; masa ciała samic 30–45 kg, samców 30–85 kg.
Małpy te dożywają w stanie dzikim 35–40 lat, w niewoli do ponad 60 lat. Ciąża trwa 260–270 dni, rodzi się z reguły jedno młode o masie urodzeniowej 1200–1600 g. Matki opiekują się potomstwem przez 6–8 lat, dojrzałość płciowa jest osiągana w wieku 10–12 lat.

## Tryb życia
Jak inne małpy człekokształtne, orangutany są wysoce inteligentnymi zwierzętami. W połowie lat 90. XX wieku odkryto, że w jednej z populacji orangutanów osobniki regularnie posługują się narzędziami przy zdobywaniu pożywienia – odkrycia takiego dokonała wcześniej w latach 60. Jane Goodall, badając szympansy. Fakt ten został opisany w 2003 roku w periodyku Science. Orangutany są najmniej agresywnymi małpami i charakteryzują się przyjaznym nastawieniem. Notuje się również, że dzikie orangutany odwiedzają prowadzone przez ludzi ośrodki adaptacyjne dla osieroconych orangutanów, nawiązując z małymi kontakt i prawdopodobnie pomagając im w powrocie do życia w naturze.
Występują dwa rodzaje samców (tzw. bimorfizm): samce dominujące, posiadające talerze policzkowe, rodzaj skórnych, dyskowatych tworów oraz samce niższej rangi, bez takich talerzy. Samce dominujące obejmują w posiadanie rozległe rewiry; charakterystycznym głosem oznaczają posiadany teren i przyzywają samice, które zajmują na ich terenie własne, odrębne rewiry. Mają monopol na dostęp do samic ze swojego rewiru, jednak z uwagi na brak zorganizowanego stada i rozproszenie terytorialne osobników, monopol ten jest nierzadko naruszany.

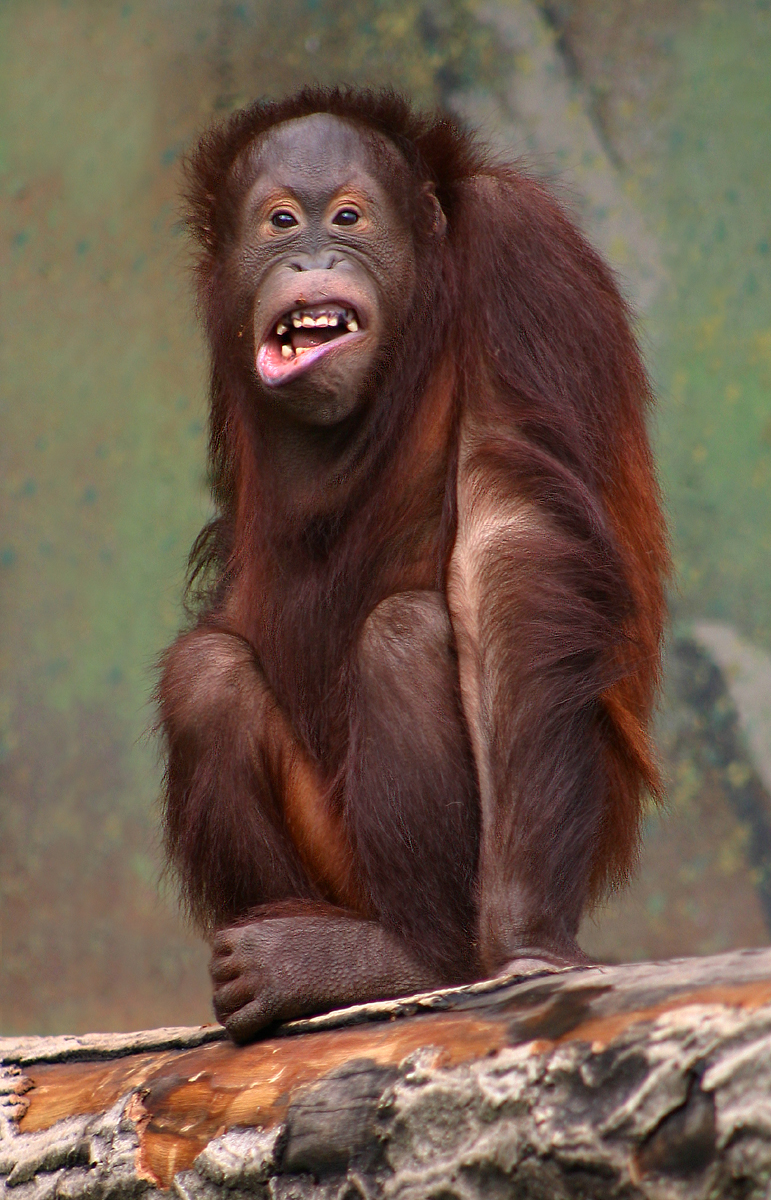
Młoda samica Pongo pygmaeus

## Pożywienie
Orangutany żywią się głównie owocami, liśćmi, termitami i owadami oraz jajami ptaków.

## Zagrożenia
Orangutany są gatunkami krytycznie zagrożonymi. Liczbę dziko żyjących orangutanów szacuje się na 45–69 tysięcy na Borneo (P. pygmaeus) i 7300 na Sumatrze (P. abelii; 2005). Niszczenie ich środowiska naturalnego przez wyręby i wypalanie lasów oraz działalność wydobywczą nasiliło się szczególnie w ciągu ostatniego dziesięciolecia. Większość z tych działań jest nielegalna, a dochodzi do niej  w 37 z 41 parków narodowych, które oficjalnie są wyłączone z gospodarki leśnej i górnictwa. Poważnym problemem jest także uprowadzanie młodych na sprzedaż, co wiąże się zwykle z zabijaniem matek.
Badaczem szczególnie zasłużonym w ochronie gatunku jest Birute Galdikas.